# Bahnstrecke Tübingen–Sigmaringen
| Verlauf der Verbindung Tübingen–Sigmaringen–Aulendorf |                                                  |                                                                        |                                                                        |
| Streckennummer (DB): | 4630                                             |                                                                        |                                                                        |
| Kursbuchstrecke (DB): | 766                                              |                                                                        |                                                                        |
| Kursbuchstrecke: | 307f (1946) 306a (Inzigkofen – Sigmaringen 1946) |                                                                        |                                                                        |
| Streckenlänge: | 87,547 km                                        |                                                                        |                                                                        |
| Spurweite: | 1435 mm (Normalspur)                             |                                                                        |                                                                        |
| Streckenklasse: | D4                                               |                                                                        |                                                                        |
| Maximale Neigung: | 25 ‰                                             |                                                                        |                                                                        |
| Minimaler Radius: | 290 m                                            |                                                                        |                                                                        |
| Streckengeschwindigkeit: | 120 km/h                                         |                                                                        |                                                                        |
| Zugbeeinflussung: | PZB, ZUB 262                                     |                                                                        |                                                                        |
| |                                                  |                                                                        |                                                                        |
| \| \| \| von Plochingen \| \| \| \| 0,013 \| Tübingen Hbf \| 320 m \| \| \| \| nach Herrenberg \| \| \| \| \| Tübingen Mühlbachäcker (geplant) \| \| \| \| \| nach Immendingen \| \| \| \| 1,600 \| Mühlbach \| Mühlbach \| \| \| 1,866 \| Tübingen-Derendingen \| Tübingen-Derendingen \| \| \| 2,000 \| Anschluss Sägemaschinenfabrik Wurster & Seiler \| Anschluss Sägemaschinenfabrik Wurster & Seiler \| \| \| \| Tübingen Steinlachwasen (geplant) \| \| \| \| 7,700 \| Steinlach (28 m) \| Steinlach (28 m) \| \| \| 8,146 \| Dußlingen \| Dußlingen \| \| \| \| Dußlingen Ost (geplant) \| \| \| \| \| Anschluss Steim Stahlhandel \| \| \| \| \| Schulzentrum Höhnisch (geplant) \| \| \| \| 10,200 \| Gomaringen West \| Gomaringen West \| \| \| \| Nehren Mitte (geplant) \| \| \| \| 13,369 \| Nehren \| Nehren \| \| \| 16,138 \| Mössingen \| Mössingen \| \| \| 17,735 \| Bad Sebastiansweiler-Belsen \| Bad Sebastiansweiler-Belsen \| \| \| 21,347 \| Bodelshausen \| Bodelshausen \| \| \| 24,726 \| Hechingen \| 498 m \| \| \| \| nach Gammertingen \| \| \| \| \| Hechingen–Gammertingen \| \| \| \| 30,900 \| Zollern \| 548 m \| \| \| 31,341 \| Bisingen Zollern (Ausweichanschlussstelle) \| Bisingen Zollern (Ausweichanschlussstelle) \| \| \| 34,257 \| Bisingen \| 557 m \| \| \| 36,?00 \| Steinhofen \| Steinhofen \| \| \| 38,732 \| Engstlatt \| 520 m \| \| \| \| Bundesstraße 27 (110 m) \| \| \| \| 40,400 \| Eyach (27 m) \| Eyach (27 m) \| \| \| 41,675 \| Balingen (Württ) \| 518 m \| \| \| \| nach Rottweil \| \| \| \| 42,760 \| Balingen Süd \| 526 m \| \| \| 43,700 \| Steinach (63 m) \| Steinach (63 m) \| \| \| \| Anschluss Gewerbegebiet Gehrn / EDEKA \| \| \| \| \| Anschluss Ölschieferwerk / KZ Frommern \| \| \| \| 46,682 \| Frommern \| 566 m \| \| \| 49,000 \| Sägmühlenbach (26 m) \| Sägmühlenbach (26 m) \| \| \| 49,300 \| Eselsgraben (27 m) \| Eselsgraben (27 m) \| \| \| 49,600 \| Zerrenstallbach (39 m) \| Zerrenstallbach (39 m) \| \| \| 50,025 \| Albstadt-Laufen (ehem. Personenverkehr) \| Albstadt-Laufen (ehem. Personenverkehr) \| \| \| 50,745 \| Albstadt-Laufen Ort \| 626 m \| \| \| 54,133 \| Albstadt-Lautlingen \| 690 m \| \| \| 54,800 \| Lautlinger Viadukt (60 m) \| Lautlinger Viadukt (60 m) \| \| \| 56,800 \| Ausweichstelle Posten 58 \| Ausweichstelle Posten 58 \| \| \| 57,360 \| Albstadt-Ebingen West \| 737 m \| \| \| \| nach Onstmettingen \| \| \| \| 59,624 \| Albstadt-Ebingen (ehemals Ebingen (Württ)) \| 722 m \| \| \| 60,000 \| Schmiecha (49 m) \| Schmiecha (49 m) \| \| \| 65,830 \| Straßberg-Winterlingen \| 684 m \| \| \| \| \| \| \| \| 68,800 \| Kaiseringen-Frohnstetten ehem. Anschluss zur Standseilbahn Kaiseringen \| Kaiseringen-Frohnstetten ehem. Anschluss zur Standseilbahn Kaiseringen \| \| \| \| \| \| \| \| 73,000 \| Schmeie (31 m) \| Schmeie (31 m) \| \| \| 73,480 \| Storzingen \| 642 m \| \| \| 73,900 \| Schmeie (30 m) \| Schmeie (30 m) \| \| \| 75,000 \| Schmeie (34 m) \| Schmeie (34 m) \| \| \| 75,300 \| Schmeie (31 m) \| Schmeie (31 m) \| \| \| 76,900 \| Schmeie (28 m) \| Schmeie (28 m) \| \| \| 77,800 \| Oberschmeien \| Oberschmeien \| \| \| 78,400 \| Schmeie (31 m) \| Schmeie (31 m) \| \| \| 78,600 \| Schmeie (31 m) \| Schmeie (31 m) \| \| \| 78,716 \| Wendenbühltunnel (125 m) \| Wendenbühltunnel (125 m) \| \| \| 79,100 \| Schmeie (27 m) \| Schmeie (27 m) \| \| \| 79,400 \| Schmeie (29 m) \| Schmeie (29 m) \| \| \| 80,000 \| Unterschmeien \| Unterschmeien \| \| \| 80,435 \| Hönbergtunnel (326 m) \| Hönbergtunnel (326 m) \| \| \| \| von Tuttlingen \| \| \| \| 82,472 \| Inzigkofen \| Inzigkofen \| \| \| \| Donau \| \| \| \| 87,560 \| Sigmaringen \| 572 m \| \| \| \| nach Engstingen \| \| \| \| \| nach Krauchenwies \| \| \| \| \| nach Ulm \| \| \| \| \| \| \| \| Quellen: [1][2] \| \| \| \| |                                                  |                                                                        |                                                                        |
| Strecke |                                                  | von Plochingen                                                         | von Plochingen                                                         |
| Bahnhof | 0,013                                            | Tübingen Hbf                                                           | 320 m                                                                  |
| Abzweig geradeaus und nach rechts |                                                  | nach Herrenberg                                                        | nach Herrenberg                                                        |
| ehemaliger Haltepunkt / Haltestelle |                                                  | Tübingen Mühlbachäcker (geplant)                                       | Tübingen Mühlbachäcker (geplant)                                       |
| Abzweig geradeaus und nach rechts |                                                  | nach Immendingen                                                       | nach Immendingen                                                       |
| Brücke über Wasserlauf | 1,600                                            | Mühlbach                                                               | Mühlbach                                                               |
| Haltepunkt / Haltestelle | 1,866                                            | Tübingen-Derendingen                                                   | Tübingen-Derendingen                                                   |
| Abzweig geradeaus und ehemals nach links | 2,000                                            | Anschluss Sägemaschinenfabrik Wurster & Seiler                         | Anschluss Sägemaschinenfabrik Wurster & Seiler                         |
| ehemaliger Haltepunkt / Haltestelle |                                                  | Tübingen Steinlachwasen (geplant)                                      | Tübingen Steinlachwasen (geplant)                                      |
| Brücke über Wasserlauf | 7,700                                            | Steinlach (28 m)                                                       | Steinlach (28 m)                                                       |
| Bahnhof | 8,146                                            | Dußlingen                                                              | Dußlingen                                                              |
| ehemaliger Haltepunkt / Haltestelle |                                                  | Dußlingen Ost (geplant)                                                | Dußlingen Ost (geplant)                                                |
| Abzweig geradeaus und ehemals nach rechts |                                                  | Anschluss Steim Stahlhandel                                            | Anschluss Steim Stahlhandel                                            |
| ehemaliger Haltepunkt / Haltestelle |                                                  | Schulzentrum Höhnisch (geplant)                                        | Schulzentrum Höhnisch (geplant)                                        |
| ehemaliger Haltepunkt / Haltestelle | 10,200                                           | Gomaringen West                                                        | Gomaringen West                                                        |
| ehemaliger Haltepunkt / Haltestelle |                                                  | Nehren Mitte (geplant)                                                 | Nehren Mitte (geplant)                                                 |
| Haltepunkt / Haltestelle | 13,369                                           | Nehren                                                                 | Nehren                                                                 |
| Bahnhof | 16,138                                           | Mössingen                                                              | Mössingen                                                              |
| Haltepunkt / Haltestelle | 17,735                                           | Bad Sebastiansweiler-Belsen                                            | Bad Sebastiansweiler-Belsen                                            |
| Haltepunkt / Haltestelle | 21,347                                           | Bodelshausen                                                           | Bodelshausen                                                           |
| Bahnhof | 24,726                                           | Hechingen                                                              | 498 m                                                                  |
| Abzweig geradeaus und nach rechts |                                                  | nach Gammertingen                                                      | nach Gammertingen                                                      |
| Kreuzung geradeaus oben |                                                  | Hechingen–Gammertingen                                                 | Hechingen–Gammertingen                                                 |
| ehemaliger Bahnhof | 30,900                                           | Zollern                                                                | 548 m                                                                  |
| Abzweig geradeaus und ehemals von links | 31,341                                           | Bisingen Zollern (Ausweichanschlussstelle)                             | Bisingen Zollern (Ausweichanschlussstelle)                             |
| Bahnhof | 34,257                                           | Bisingen                                                               | 557 m                                                                  |
| ehemaliger Haltepunkt / Haltestelle | 36,?00                                           | Steinhofen                                                             | Steinhofen                                                             |
| Bahnhof | 38,732                                           | Engstlatt                                                              | 520 m                                                                  |
| Tunnel |                                                  | Bundesstraße 27 (110 m)                                                | Bundesstraße 27 (110 m)                                                |
| Brücke über Wasserlauf | 40,400                                           | Eyach (27 m)                                                           | Eyach (27 m)                                                           |
| Bahnhof | 41,675                                           | Balingen (Württ)                                                       | 518 m                                                                  |
| Abzweig geradeaus und nach rechts |                                                  | nach Rottweil                                                          | nach Rottweil                                                          |
| Haltepunkt / Haltestelle | 42,760                                           | Balingen Süd                                                           | 526 m                                                                  |
| Brücke über Wasserlauf | 43,700                                           | Steinach (63 m)                                                        | Steinach (63 m)                                                        |
| Abzweig geradeaus und ehemals von links |                                                  | Anschluss Gewerbegebiet Gehrn / EDEKA                                  | Anschluss Gewerbegebiet Gehrn / EDEKA                                  |
| Abzweig geradeaus und ehemals von rechts |                                                  | Anschluss Ölschieferwerk / KZ Frommern                                 | Anschluss Ölschieferwerk / KZ Frommern                                 |
| Haltepunkt / Haltestelle | 46,682                                           | Frommern                                                               | 566 m                                                                  |
| Brücke über Wasserlauf | 49,000                                           | Sägmühlenbach (26 m)                                                   | Sägmühlenbach (26 m)                                                   |
| Brücke über Wasserlauf | 49,300                                           | Eselsgraben (27 m)                                                     | Eselsgraben (27 m)                                                     |
| Brücke über Wasserlauf | 49,600                                           | Zerrenstallbach (39 m)                                                 | Zerrenstallbach (39 m)                                                 |
| Dienststation / Betriebs- oder Güterbahnhof | 50,025                                           | Albstadt-Laufen (ehem. Personenverkehr)                                | Albstadt-Laufen (ehem. Personenverkehr)                                |
| Haltepunkt / Haltestelle | 50,745                                           | Albstadt-Laufen Ort                                                    | 626 m                                                                  |
| Haltepunkt / Haltestelle | 54,133                                           | Albstadt-Lautlingen                                                    | 690 m                                                                  |
| Brücke | 54,800                                           | Lautlinger Viadukt (60 m)                                              | Lautlinger Viadukt (60 m)                                              |
| ehemaliger Dienststation / Betriebs- oder Güterbahnhof | 56,800                                           | Ausweichstelle Posten 58                                               | Ausweichstelle Posten 58                                               |
| Bahnhof | 57,360                                           | Albstadt-Ebingen West                                                  | 737 m                                                                  |
| Abzweig geradeaus und ehemals nach links |                                                  | nach Onstmettingen                                                     | nach Onstmettingen                                                     |
| Bahnhof | 59,624                                           | Albstadt-Ebingen (ehemals Ebingen (Württ))                             | 722 m                                                                  |
| Brücke über Wasserlauf | 60,000                                           | Schmiecha (49 m)                                                       | Schmiecha (49 m)                                                       |
| Haltepunkt / Haltestelle | 65,830                                           | Straßberg-Winterlingen                                                 | 684 m                                                                  |
| |                                                  |                                                                        |                                                                        |
| ehemaliger Haltepunkt / Haltestelle | 68,800                                           | Kaiseringen-Frohnstetten ehem. Anschluss zur Standseilbahn Kaiseringen | Kaiseringen-Frohnstetten ehem. Anschluss zur Standseilbahn Kaiseringen |
| |                                                  |                                                                        |                                                                        |
| Brücke über Wasserlauf | 73,000                                           | Schmeie (31 m)                                                         | Schmeie (31 m)                                                         |
| Bahnhof | 73,480                                           | Storzingen                                                             | 642 m                                                                  |
| Brücke über Wasserlauf | 73,900                                           | Schmeie (30 m)                                                         | Schmeie (30 m)                                                         |
| Brücke über Wasserlauf | 75,000                                           | Schmeie (34 m)                                                         | Schmeie (34 m)                                                         |
| Brücke über Wasserlauf | 75,300                                           | Schmeie (31 m)                                                         | Schmeie (31 m)                                                         |
| Brücke über Wasserlauf | 76,900                                           | Schmeie (28 m)                                                         | Schmeie (28 m)                                                         |
| ehemaliger Bahnhof | 77,800                                           | Oberschmeien                                                           | Oberschmeien                                                           |
| Brücke über Wasserlauf | 78,400                                           | Schmeie (31 m)                                                         | Schmeie (31 m)                                                         |
| Brücke über Wasserlauf | 78,600                                           | Schmeie (31 m)                                                         | Schmeie (31 m)                                                         |
| Tunnel | 78,716                                           | Wendenbühltunnel (125 m)                                               | Wendenbühltunnel (125 m)                                               |
| Brücke über Wasserlauf | 79,100                                           | Schmeie (27 m)                                                         | Schmeie (27 m)                                                         |
| Brücke über Wasserlauf | 79,400                                           | Schmeie (29 m)                                                         | Schmeie (29 m)                                                         |
| ehemaliger Haltepunkt / Haltestelle | 80,000                                           | Unterschmeien                                                          | Unterschmeien                                                          |
| Tunnel | 80,435                                           | Hönbergtunnel (326 m)                                                  | Hönbergtunnel (326 m)                                                  |
| Abzweig geradeaus und von rechts |                                                  | von Tuttlingen                                                         | von Tuttlingen                                                         |
| Blockstelle | 82,472                                           | Inzigkofen                                                             | Inzigkofen                                                             |
| Brücke über Wasserlauf |                                                  | Donau                                                                  | Donau                                                                  |
| Bahnhof | 87,560                                           | Sigmaringen                                                            | 572 m                                                                  |
| Abzweig geradeaus und nach links |                                                  | nach Engstingen                                                        | nach Engstingen                                                        |
| Abzweig geradeaus und ehemals nach rechts |                                                  | nach Krauchenwies                                                      | nach Krauchenwies                                                      |
| Strecke |                                                  | nach Ulm                                                               | nach Ulm                                                               |
| |                                                  |                                                                        |                                                                        |
| Quellen: |                                                  |                                                                        |                                                                        |

Die Bahnstrecke Tübingen–Sigmaringen, auch Hohenzollernbahn oder Zollernalbbahn genannt, wobei sich letztgenannter Begriff auch auf die HzL-Strecke via Burladingen bezieht, ist eine Hauptbahn in Baden-Württemberg. Sie verläuft von Tübingen nach Sigmaringen, ist durchgehend eingleisig, nicht elektrifiziert und für den Betrieb mit Neigetechnikzügen ausgerüstet.
Die Strecke wird in der Planung als Zollern-Alb-Bahn 1 (ZAB 1) bezeichnet, um sie von der Zollern-Alb-Bahn 2 (Bahnstrecke Hechingen–Gammertingen), der Zollern-Alb-Bahn 3 (Bahnstrecke Balingen–Schömberg) und der Zollern-Alb-Bahn 4 (Bahnstrecke Eyach–Hechingen) unterscheiden zu können.

## Geschichte

### Errichtung und Inbetriebnahme
Während der vierten Bauperiode der Königlich Württembergischen Staats-Eisenbahnen von 1867 bis 1878 entstand auch die Strecke von Tübingen nach Sigmaringen. In einem Staatsvertrag vom 3. März 1865 wurden die Belange zwischen Württemberg und Preußen als Landesherr der durchquerten Hohenzollernschen Lande geklärt.
Der erste Streckenabschnitt zwischen Tübingen und Hechingen konnte am 29. Juni 1869 dem Verkehr übergeben werden, nachdem Tübingen schon 1861 Bahnanschluss von Reutlingen aus erhalten hatte. Der Abschnitt zwischen Hechingen und Balingen wurde erst nach Verzögerungen durch den Deutsch-Französischen Krieg am 1. August 1874 eingeweiht. Der restliche Abschnitt bis nach Sigmaringen konnte bis zum 1. Juli 1878 in Betrieb genommen werden. Die Bauzeit von rund neun Jahren erklärt sich daraus, dass etliche Kunstbauten errichtet werden mussten und schwierige Bodenverhältnisse den Bau erschwerten, so mussten insgesamt 32 Brücken errichtet werden. Der Steigungsabschnitt zwischen Balingen und Ebingen wurde wegen der Bodenverhältnisse am Albtrauf größtenteils auf einen Damm gelegt, um Hangrutschungen zu vermeiden.
Die Gesamtlänge der Strecke Tübingen–Sigmaringen betrug 87,505 Kilometer, wobei 40,409 Kilometer auf hohenzollerischem, also preußischem Gebiet lagen. Die Baukosten betrugen 23.316.753,12 Mark. Der Unterhalt der gesamten Strecke war nach Staatsvertrag alleinige Aufgabe der Königlich Württembergischen Bahnverwaltung.

### 20. Jahrhundert

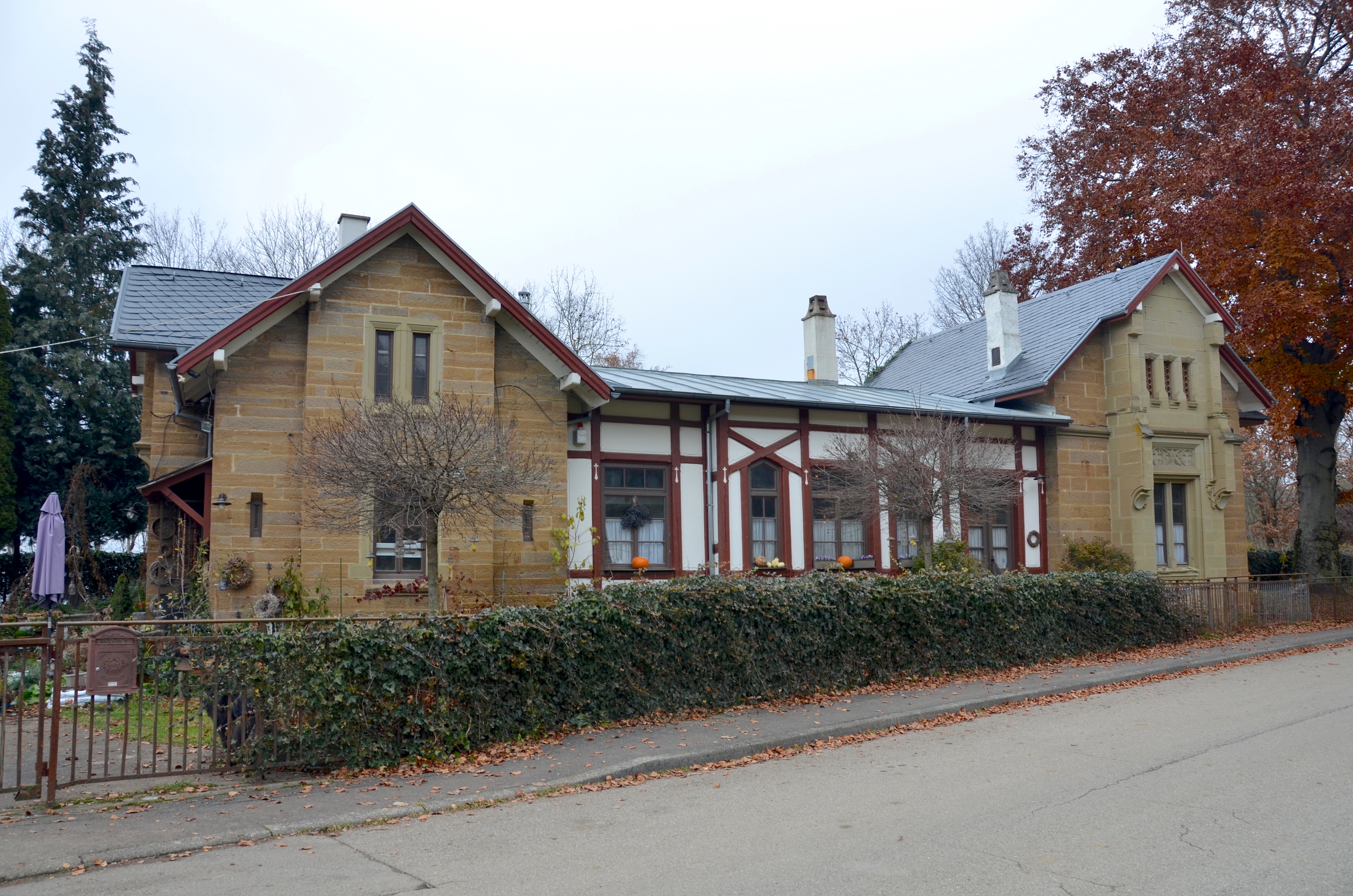
Ehemaliger Bahnhof Zollern unterhalb der Burg Hohenzollern mit angebautem Kaisersaal (rechts) für adelige Fahrgäste

1909 war der Ebinger Bahnhof im Güterbereich überlastet. Der Ebinger Stadtbaumeister Leo Schrein fertigte einen Plan zur Verlegung des Bahnhofes zum heutigen Ebinger Friedhof mit einem großzügigen Anschluss der Talgangbahn und der geplanten neuen Bahn auf den Heuberg an.
1922 hatte die Zollernalbbahn zwischen Tübingen und Sigmaringen insgesamt 22 von Personenzügen bediente Bahnhöfe und Haltepunkte, darunter eine als Bahnhof Zollern bezeichnete Station für die fürstlichen Besucher der Burg Hohenzollern. Im Laufe der folgenden Jahrzehnte wurden etliche weniger stark frequentierte Stationen geschlossen. Im Zuge der 1997 erfolgten Umstellung des Personenzugverkehrs auf moderne Triebwagen mit starker Beschleunigung wurde der Halt in Engstlatt reaktiviert sowie der neue Halt Albstadt-Ebingen West geschaffen. In Albstadt-Laufen wurde bereits Anfang der 1980er-Jahre der abseits des Ortes gelegene Bahnhof durch einen Haltepunkt im Ort ersetzt. Der bisherige Bahnhof ist nun Betriebsbahnhof zum Kreuzen von Zügen auf der eingleisigen Strecke, eine weitere, zusätzliche Kreuzungsmöglichkeit entstand mit dem Bau des Bahnhofs Albstadt-Ebingen West. Bei der 2001 abgeschlossenen Ertüchtigung der Zollernbahn für den Einsatz der Neigetechnik wurden die Bahnhöfe Dußlingen, Mössingen, Hechingen, Bisingen und Albstadt-Ebingen mit neuen Bahnsteigen und Unterführungen ausgestattet. Gleichzeitig besteht in diesen Bahnhöfen seitdem bei Zugkreuzungen die Möglichkeit der gleichzeitigen Einfahrt beider Züge.

### Zukunft
Um die Verkehrssituation in der Region Neckar-Alb zu verbessern, ist die Realisierung eines Zweisystem-Stadtbahnsystemes, der Regional-Stadtbahn Neckar-Alb, geplant. Eine Linie soll zwischen Tübingen und Albstadt-Ebingen verkehren, wofür dieser Streckenabschnitt elektrifiziert werden soll (Teilnetz 2, Realisierung im Rahmen von Modul 2). In diesem Zusammenhang ist auch ein teilweise zweigleisiger Ausbau sowie die Errichtung von neuen Stationen vorgesehen. Der verbleibende Abschnitt zwischen Albstadt-Ebingen und Sigmaringen soll ebenfalls elektrifiziert werden. Beide Maßnahmen sind zudem Voraussetzung dafür, dass auch zukünftig durchgehende Verbindungen nach Karlsruhe über Stuttgart angeboten werden können, da nach der Fertigstellung von Stuttgart 21 dieselbetriebene Züge nicht mehr in den neuen Hauptbahnhof einfahren dürfen. Die Fertigstellung der Elektrifizierungs- und Ausbaumaßnahmen wird bis 2034 angestrebt. Durch das am 2. Mai 2018 vom Verkehrsministerium von Baden-Württemberg vorgestellte Elektrifizierungskonzept für das Schienennetz in Baden-Württemberg wurde eine Priorisierung der Maßnahmen vorgenommen. Der Abschnitt Tübingen–Albstadt-Ebingen konnte in die höchste Kategorie Elektrifizierung in Bau oder Planung aufgenommen werden, während Albstadt-Ebingen–Sigmaringen in die zweithöchste Kategorie Vordringlicher Bedarf / Lückenschluss eingestuft wurde.
Im Februar 2020 schlossen der Landkreis Sigmaringen und die Deutsche Bahn einen Vertrag zur Planung der Elektrifizierung zwischen Albstadt und Sigmaringen. Der Landkreis investierte 4,76 Mio. Euro in die Vorplanung, das Land unterstützte das Vorhaben mit 1,19 Mio. Euro. Ein erster grober Kostenüberschlag ging von Gesamtkosten in Höhe von 160 Mio. Euro für die Elektrifizierung der 27 Streckenkilometer aus. Bis September 2020 sollte ferner im Rahmen einer Betriebsprogrammstudie ermittelt werden, welche Infrastrukturmaßnahmen erforderlich sind, um das vorgesehene Betriebskonzept zu fahren. Ergebnisse der Vorplanung sollten bis Frühjahr 2022 vorliegen. Im Anschluss daran ist die Durchführung einer Kosten-Nutzen-Analyse vorgesehen, auf deren Grundlage über die Umsetzung des Konzeptes entschieden werden kann. Die Vorplanung für Ausbau und Elektrifizierung zwischen Albstadt-Ebingen und Sigmaringen wurde im März 2021 ausgeschrieben. Im Oktober 2021 folgte die Ausschreibung über die Vorplanung für Ausbau und Elektrifizierung des Abschnitts Tübingen–Albstadt-Ebingen.

## Streckenverlauf
Die Strecke verlässt den auf 320 Meter über Meereshöhe gelegenen Tübinger Hauptbahnhof, in dem direkte Fahrbeziehungen von der Bahnstrecke Plochingen–Immendingen aus Richtung Stuttgart möglich sind, in westlicher Richtung, um sogleich nach Süden in das Tal der Steinlach einzuschwenken, dem sie bis Mössingen folgt. In Hechingen befindet sich der Bahnhof nördlich der Altstadt und oberhalb des Bahnhofs der Hohenzollerischen Landesbahn (HzL), zu der ein Verbindungsgleis existiert. Nach Verlassen des Bahnhofs Hechingen umfährt die Zollernalbbahn die Stadt östlich und südlich, um in südwestlicher Richtung nach Balingen zu verlaufen, wo eine Höhe von 517 m erreicht wird. Südlich von Balingen führt die Strecke in südöstlicher Richtung das Tal der Eyach hinauf und überwindet dabei eine langgezogene Rampe von 1:45, bevor in Albstadt-Ebingen der mit rund 730 Meter höchste Punkt der Strecke erreicht wird. In der Rampe liegt die größte Brücke der Strecke, der 77,35 Meter lange Viadukt in Albstadt-Lautlingen. Im weiteren Verlauf fällt die nun dem Flüsschen Schmeie folgende und diesen Wasserlauf häufig überquerende Bahnstrecke stetig und erreicht nach Durchquerung zweier Tunnel das Tal der Donau bei Inzigkofen, wo die Bahnstrecke Tuttlingen–Inzigkofen einmündet. Der auf 574 Meter über Meereshöhe gelegene Bahnhof Sigmaringen wird unmittelbar nach Querung des Flusses erreicht.

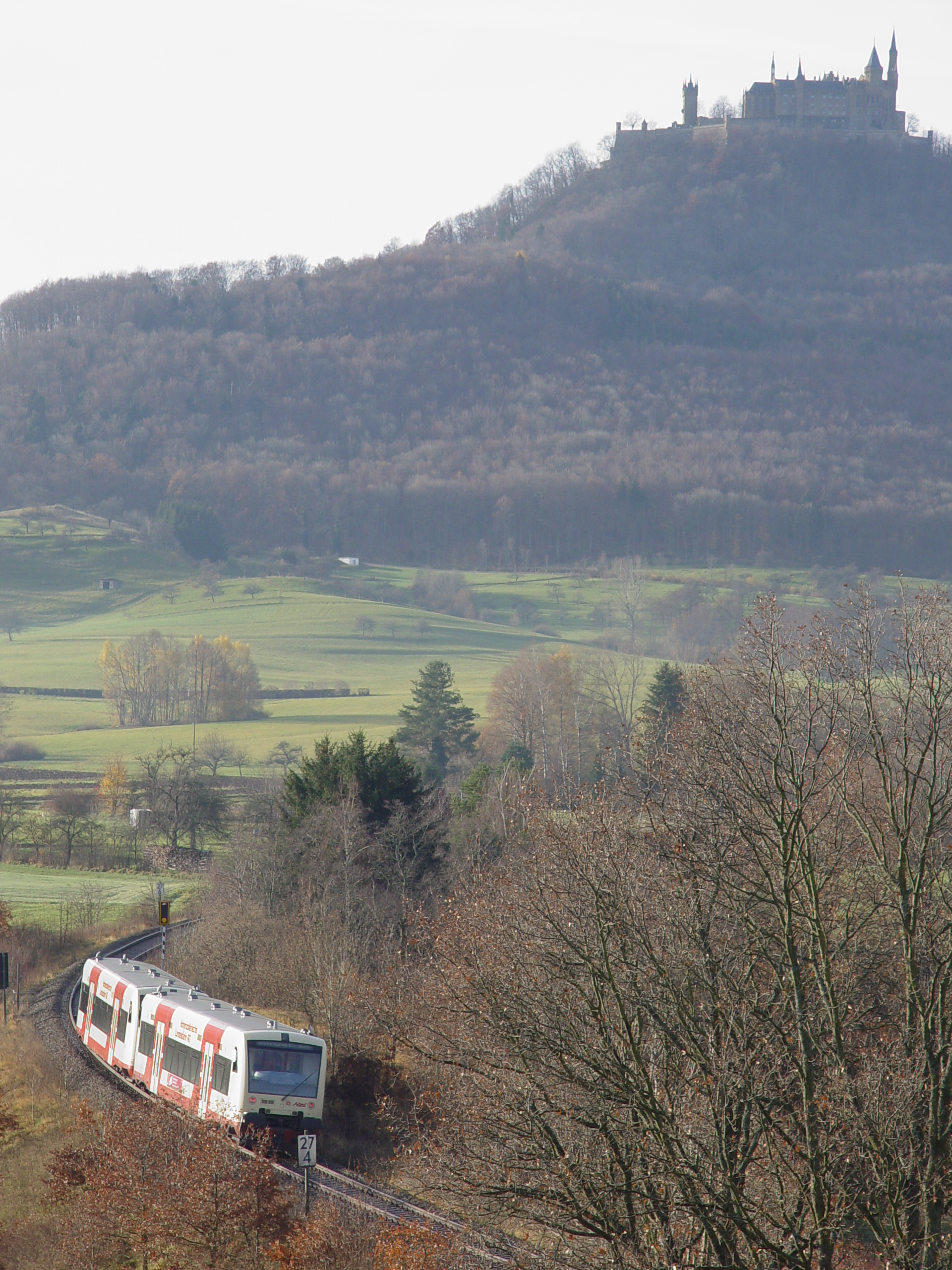
Regionalbahn unterhalb der Burg Hohenzollern bei Hechingen
Viadukt bei Albstadt-Lautlingen
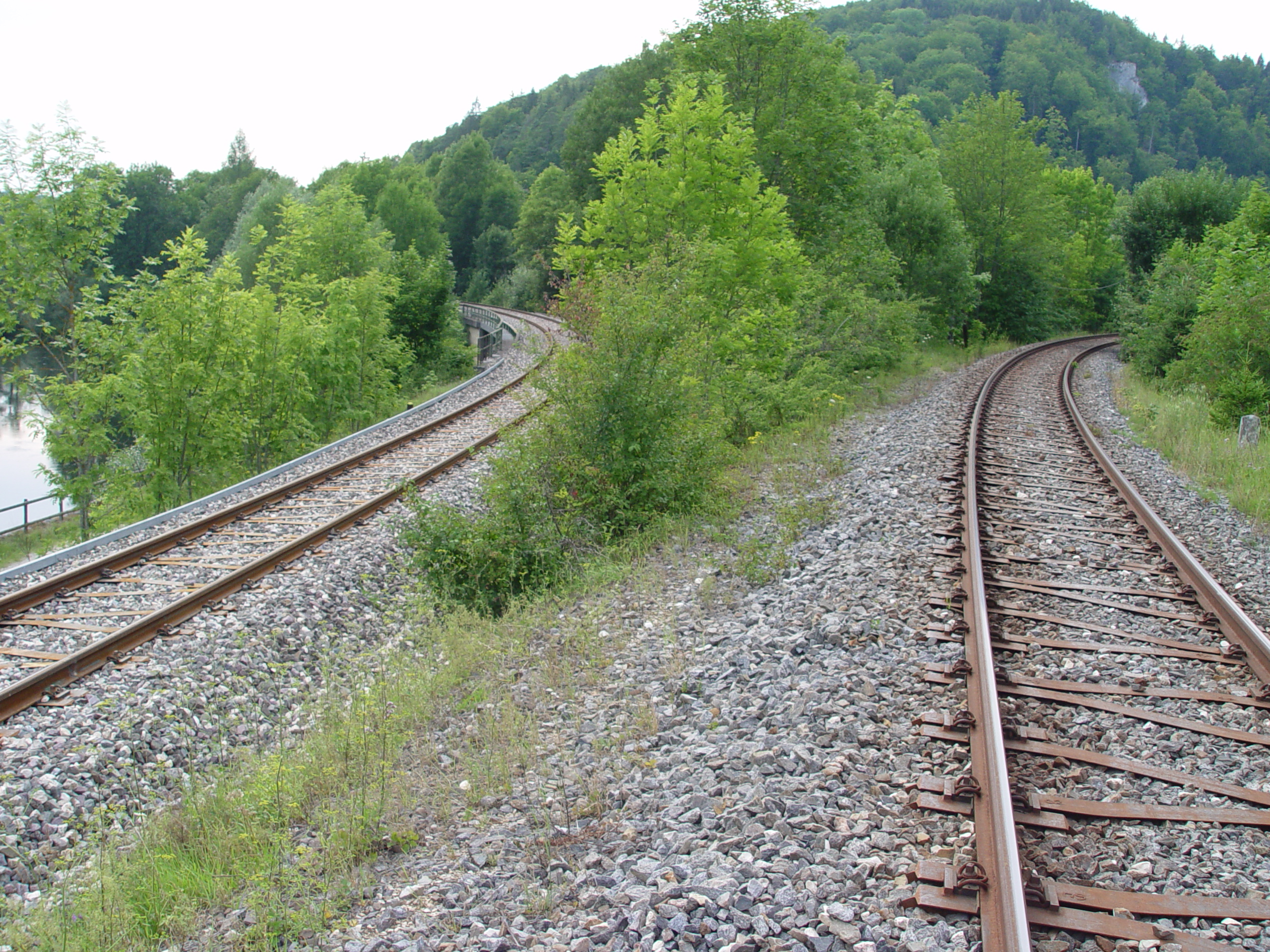
Abzweig der Strecke nach Tuttlingen (links) im Donautal westlich von Inzigkofen
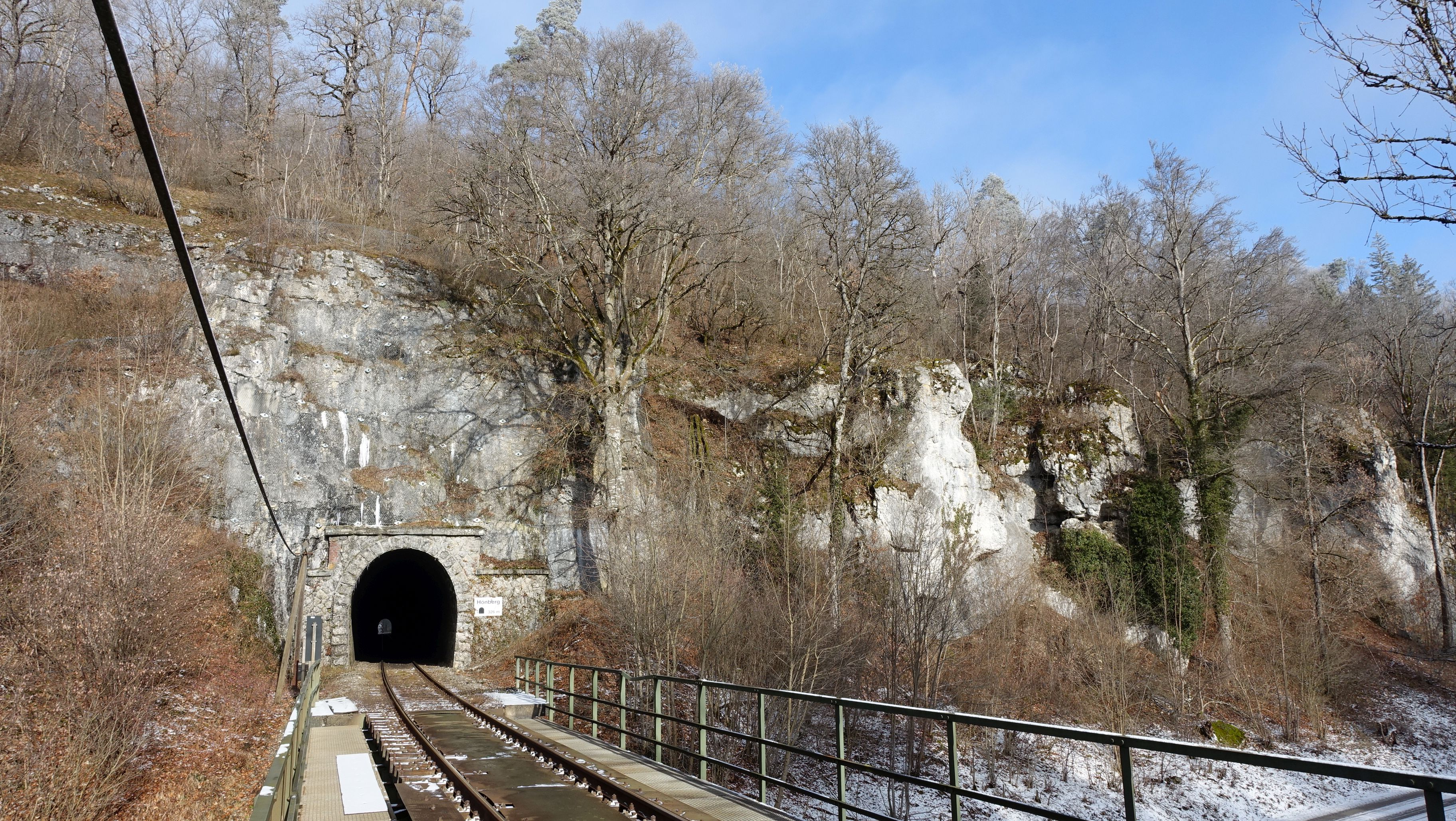
Hönbergtunnel und Brücke über die Schmeie

## Fahrzeugeinsatz

### Deutsche Bundesbahn

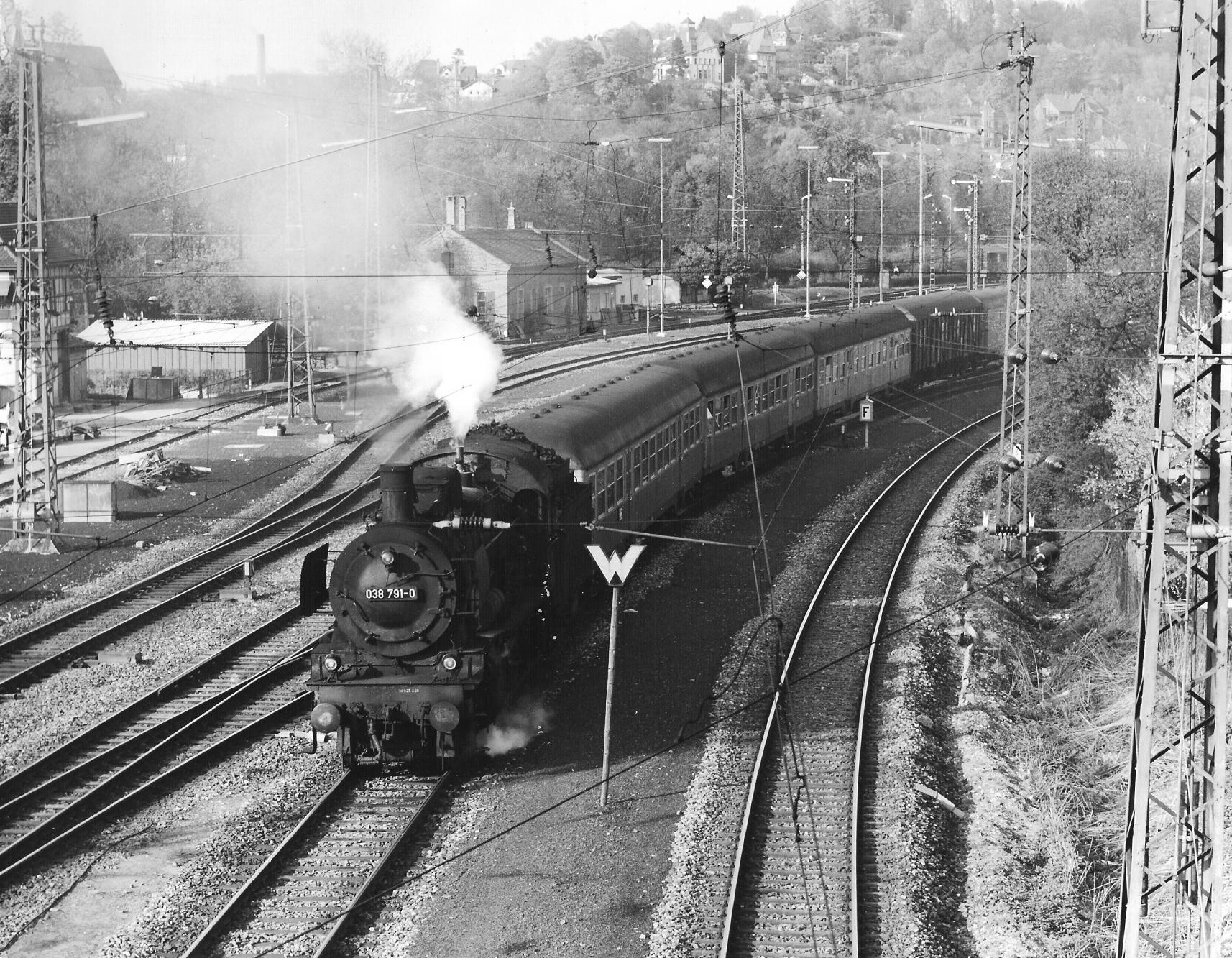
038 791 in Tübingen bei der Ausfahrt nach Sigmaringen im Mai 1970

Bis Anfang 1971 fuhren im von der Deutschen Bundesbahn durchgeführten Personenzugdienst vorwiegend P 8 aus dem Bahnbetriebswerk Tübingen, wegen der Steigungen teils in Doppeltraktion, mit dreiachsigen und vierachsigen Umbau-Wagen sowie n-Wagen, auch die Baureihe 64 kam zum Einsatz. Im Güterzugdienst dominierte die Baureihe 50 aus dem Bahnbetriebswerk Tübingen, ab 1973 aus dem Bahnbetriebswerk Ulm, die aber auch bis 1975 noch vor einigen Personenzugleistungen zu sehen war. Mit dem Ende des Dampfbetriebs übernahmen Lokomotiven der Baureihen 215 und 211/212 sowie Uerdinger Schienenbusse der Baureihe 798 den Betrieb, in lokomotivbespannten Personenzügen kamen neben n-Wagen nun bis Ende der 1980er Jahre auch, eigens als Allgäu-Zollern-Bahn beschriftete, vierachsige Umbau-Wagen zum Einsatz.
1988 wurde der Großteil der Personenzugleistungen auf damals neue Triebwagen der Baureihe 628.2 umgestellt. Auf einzelnen Leistungen wurden noch bis Februar 1997 planmäßig Uerdinger Schienenbusse der Baureihe 796, sowie Triebwagen der Baureihe 627.0 eingesetzt. Dabei gab es auch gemischte Züge aus den Baureihen 627 und 628, 627 und Uerdinger Schienenbus sowie 628 und Uerdinger Schienenbus. Diesellokomotiven der Baureihe 215 kamen nur noch vor einigen wenigen Reisezügen und im immer geringeren Güterverkehr zum Einsatz. Der letzte planmäßige lokomotivbespannte Zug zwischen Tübingen und Sigmaringen verkehrte mit dem Ende des Winterfahrplans 1996 am 31. Mai 1997 und wurde außerplanmäßig von der Dampflokomotive 01 519 der Eisenbahnfreunde Zollernbahn bespannt.

### Hohenzollerische Landesbahn

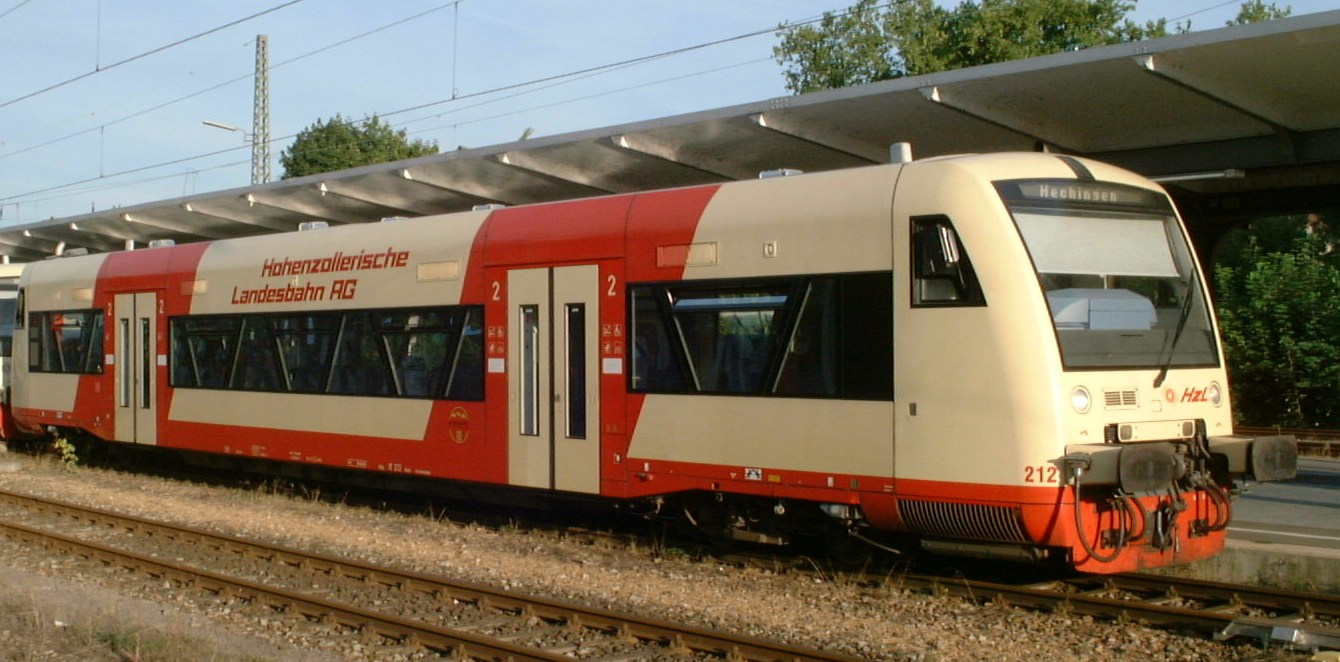
Regio-Shuttle der HzL in Tübingen

Auf den Regionalbahnleistungen setzte die Hohenzollerische Landesbahn ab dem Fahrplanjahr 1997 Stadler Regio-Shuttle RS 1 ein. Zum Fahrplanwechsel im Dezember 2020 wurden diese durch Alstom Coradia LINT 54 abgelöst.

### Deutsche Bahn
Bis zum 31. Dezember 2001 waren die Güterzüge der DB Cargo mit den Baureihen 294 und 365 bespannt.
Die Regional-Express-Züge der Linie RE 6a der DB ZugBus Regionalverkehr Alb-Bodensee mit Neigetechnik ab dem Beginn des Fahrplanjahres 1998 wurden aus der Baureihe 611 gebildet, bis diese im September 2014 durch die Baureihe 612 ersetzt wurden. Zum Jahr 2022 übernahm den Verkehr die Muttergesellschaft DB Regio. Als Ersatz für ausgefallene Neigetechniktriebzüge wurden für längere Zeiträume lokomotivbespannte Züge eingesetzt.

## Verkehr

### Personenverkehr
Zwischen Tübingen und Sigmaringen verkehren täglich im Zweistundentakt Züge der DB Regio (bis 2021 DB ZugBus Regionalverkehr Alb-Bodensee) der Regional-Express-Linie RE 6a, welche von Stuttgart nach Aulendorf durchgebunden werden. Diese bedienen lediglich die Unterwegshalte Mössingen, Hechingen, Balingen und Albstadt-Ebingen.
Seit Sommer 1997 werden alle Regionalbahn-Leistungen durch die Hohenzollerische Landesbahn erbracht: Im Zweistundentakt verkehren zwischen Tübingen und Sigmaringen Regionalbahnen der Linie RB 66, die bis Albstadt-Ebingen durch ebenfalls zweistündlich verkehrende Züge auf ein stündliches Angebot verdichtet werden. Der Fahrplan wird durch einzelne Züge zwischen Tübingen und Hechingen ergänzt. Dabei werden alle Unterwegshalte bedient; kleinere Stationen sind Bedarfshalte.
An Sonn- und Feiertagen von Mai bis Oktober sind die RB-Züge Bestandteil des naldo-Freizeit-Netzes, welches durch zusätzliche Zug- und Busverkehre und erweiterter Möglichkeit der Fahrradmitnahme zu Ausflügen auf die Schwäbische Alb einlädt.

### Güterverkehr
Der Güterverkehr wurde bis 2001 von der DB Cargo abgewickelt. Entsprechend dem Konzept MORA C sollten alle Güterverkehrstellen mit Ablauf des Jahres 2001 aufgelassen werden, was jedoch durch einen Kooperationsvertrag zwischen DB Cargo und der Hohenzollerischen Landesbahn abgewendet wurde. Zum 2. Januar 2002 übernahm letztere den Wagenladungsverkehr auf der Zollernalbbahn sowie auf weiteren Strecken in der Region.